# Lori Martin
Dawn Catherine Menzer, connue sous le nom de scène Lori Martin (née le 18 avril 1947 et morte le 4 avril 2010 ) est une actrice américaine ayant fait l'essentiel de sa carrière en tant qu'enfant actrice.
Son rôle le plus significatif est dans le film Les Nerfs à vif (Cape Fear) où elle joue le rôle de la fille de Gregory Peck.

## Biographie
Dawn Catherine Menzer naît à Glendale en Californie en avril 1947. Elle a une sœur jumelle née quelques minutes après elle. Son père est un agent de la MGM et de Warner Brothers. Lorsqu'elle a six ans sa mère la présente à un agent de casting spécialisé dans les enfants acteurs. Après avoir tourné des films publicitaires, elle tourne dans plusieurs films de cinéma à partir de 1958. Elle a pris son pseudonyme Lori Martin après avoir été retenue lors des auditions pour la série télévisée National Velvet.
Elle meurt le 4 avril 2010 à l'âge de 62 ans après s'être retirée à la campagne.

## Filmographie

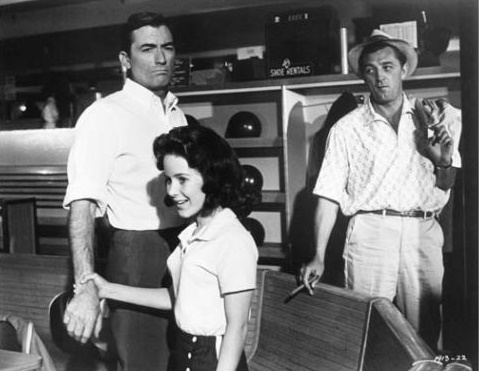
Lori Martin avec Gregory Peck et Robert Mitchum dans Les Nerfs à vif (Cape Fear`).

### Cinéma
- 1958 : Mitraillette Kelly (Machine-Gun Kelly :  Sherryl Vito[4]
- 1959 : La police fédérale enquête (The FBI Story) :  Anne Hardesty à 8 ans
- 1960 : Cet homme est un requin (Cash McCall)
- 1962 : Les Nerfs à vif (Cape Fear`)  :  Nancy Bowden
- 1963 : Cri Cri el grillito cantor : Princesa Caramelo
- 1966 : La Poursuite impitoyable (The Chase) : Cutie
- 1968 : The Angry Breed : Diane Patton

### Télévision
- 1960–1962 : National Velvet[5] (58 episodes)
- 1963 : Leave It to Beaver  (épisode: Beaver Sees America)
- 1966–1970 : My Three Sons : Mary Sue, Eve (épisodes: Robbie's Double Life, Love Thy Neighbor)